# Snegourotchka
Pour les articles homonymes, voir Snegourotchka (homonymie).
Snegourotchka (en russe : Снегу́рочка,  Snegúročka), ou Snegourka (en russe : Снегу́рка,  Snegúrka) ou la « Fille de neige » est dans le folklore russe la petite-fille de Ded Moroz (russe : Дед Мороз), le « Grand-Père Gel », l'équivalent russe du Père Noël. Elle est parfois aussi considérée comme la fille d'un personnage masculin incarnant les grands froids et d'un personnage féminin incarnant le printemps.

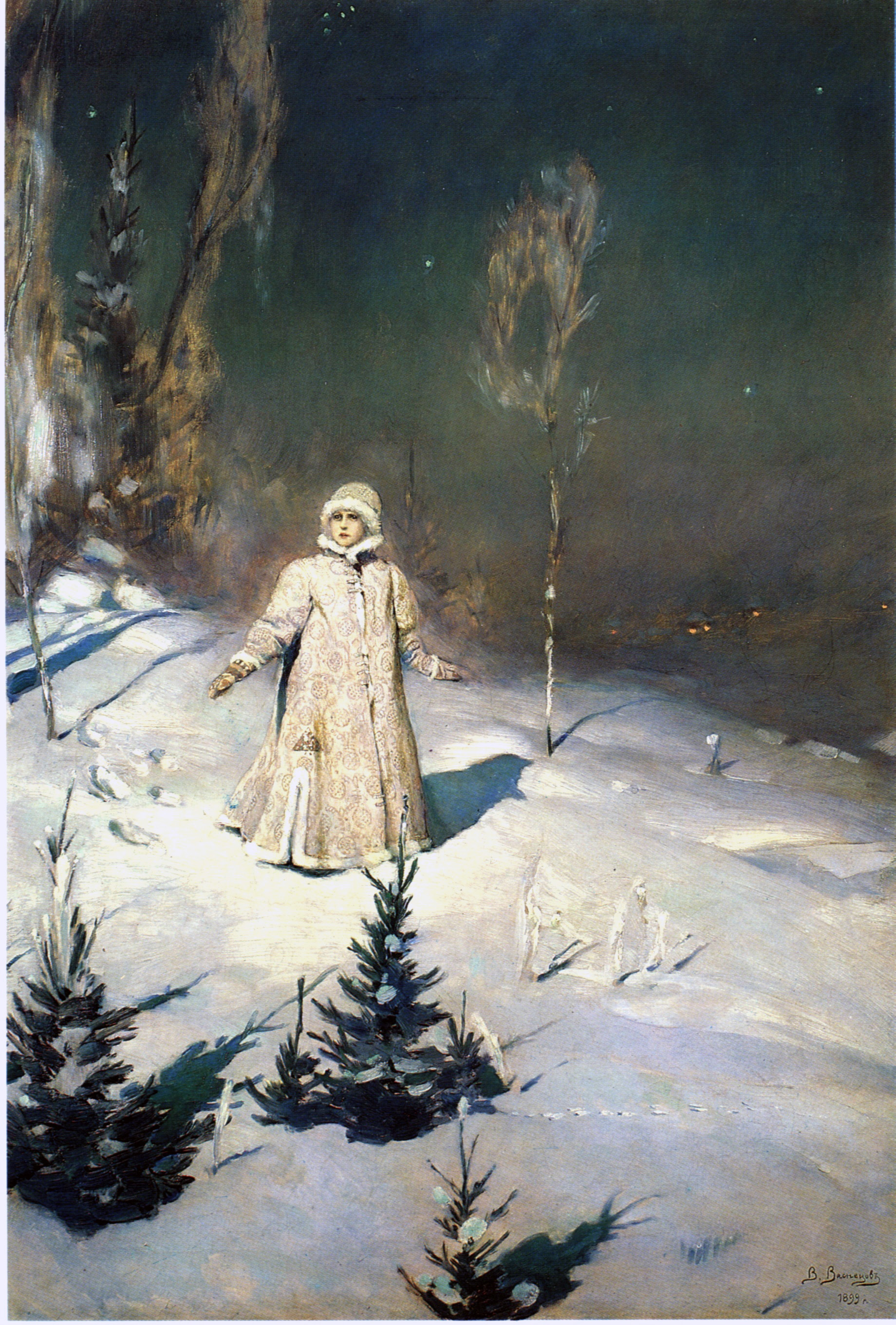
Snegourotchka, toile de Viktor Vasnetsov.

Ce personnage ne semble pas appartenir à la mythologie slave traditionnelle et ne serait apparu dans le folklore russe qu'au XVIIIe siècle ou au XIXe siècle. Alexandre Afanassiev a étudié ce sujet dans ses Conceptions poétiques des Slaves sur la nature (1869).
Louis Léger a présenté une version en français de ce conte, intitulé Blanche-Neige (Snegourka) dans ses Contes populaires slaves (1882). Il indique l'avoir emprunté à « Erben, d’après un recueil de Maximovitch » qu'il « n'avait pas sous la main  ».
Dans les années 1920, le conte a fait l'objet, en compagnie de trois autres contes russes, d'un manuscrit illustré par Boris Zvorykine, qui a été par la suite édité aux États-Unis, puis en version française aux Éditions Albin Michel en 1982.

## Le conte

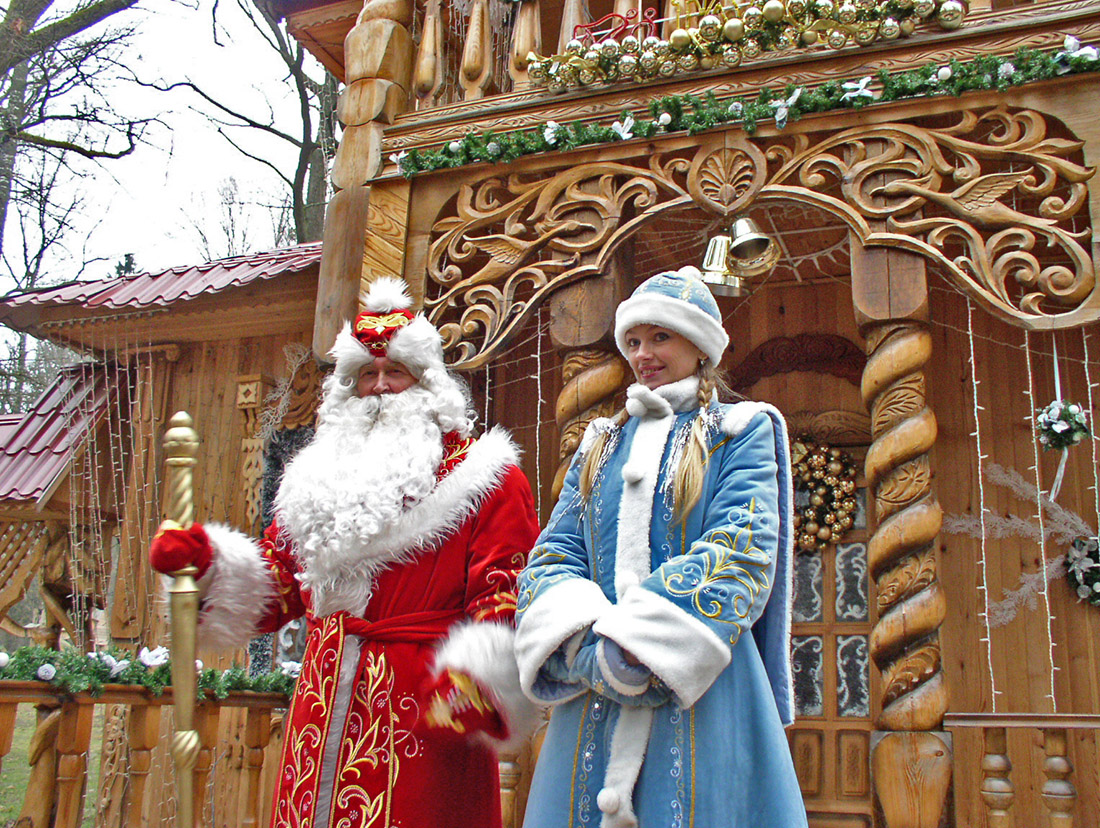
Personnages costumés en Snegourotchka (droite) et Ded Moroz, son grand-père.

Un paysan et sa femme se désolent de ne pas avoir d'enfants. Un jour d'hiver, pour se distraire, ils décident de fabriquer un enfant de neige. Celui-ci prend vie : c'est une belle petite fille, qui grandira rapidement, tout en gardant un teint pâle comme la neige : on l'appelle Snegourotchka. Lorsque le printemps arrive, la jeune fille manifeste des signes de langueur. Les autres jeunes filles du village l'invitent à jouer avec elles, et sa mère adoptive la laisse partir à regret. Elles s'amusent et dansent, la fille de neige restant toujours en arrière, puis l'entraînent à sauter par-dessus un feu de joie : à ce moment, elles entendent un cri, et en se retournant, elles découvrent que leur compagne a disparu. Elles la cherchent partout sans succès : Snegourotchka a fondu, et il n'en est resté qu'un flocon de brume flottant dans l'air.

## Contes apparentés et commentaires
- Le conte-type (L'Enfant de neige) est référencé AT 1362 dans la classification Aarne-Thompson, mais le conte-type ATU 703* (The Artificial Child) y réfère également. Claude Lecouteux en donne deux versions occidentales dans son ouvrage Contes, diableries et autres merveilles du Moyen-Âge (voir Bibliographie), l'une datée du XIIIe siècle, l'autre du XIXe siècle[6]. Dans ces deux cas toutefois, l'épouse, infidèle, affirme à son mari qu'elle est tombée enceinte en avalant de la neige. Le mari fait semblant d'être dupe, mais plus tard il fera disparaître l'enfant et déclarera à sa femme que l'enfant a fondu, puisqu'il était fait de neige. Lecouteux indique que le conte, sans doute d'origine indienne, s'est largement répandu en Europe à partir du Xe siècle, où il est attesté pour la première fois dans un manuscrit latin.

- Une petite fille nommée Snegourouchka (même sens) apparaît dans un conte recensé par Afanassiev et intitulé Snegourouchka et la renarde (Снегурушка и лиса, conte 34/14). Toutefois dans ce conte, son essence d'« enfant de neige » n'intervient pas, seul le nom est similaire.
- Henry Carnoy a publié une version très similaire, intitulée Le Petit Garçon de neige dans ses Contes français (1885), la seule différence significative avec la version russe étant le sexe de l'enfant. Il note : Conté en 1883 par M. Emile Ulry qui l'a appris de sa nourrice dans le Limousin à Donzenac (Corrèze)[7].
- Luda Schnitzer[8]  établit une comparaison entre Le Petit Chaperon rouge et Snegourotchka[9]. Elle estime que si dans les deux cas, le thème est le passage de l'adolescence à l'état de femme, la morale de ces contes est « diamétralement opposée » : outre l'opposition des couleurs (le rouge et le blanc), le conte de Perrault est une mise en garde, alors que la légende slave, « très ancienne », est une constatation ; sa mort serait le symbole de la mort de la vierge, qui renaît femme – et pour l'héroïne, la fin d'une vie « libre, insouciante, heureuse ». Elle rappelle que dans le contexte slave, Snegourotchka est née des amours de Ded Moroz (le Père Gel) et de Vesna-la-Belle (personnification du printemps, féminin en russe), et subit les conséquences de cette double nature au premier baiser de Yarilo, le dieu-soleil.

## Œuvres dérivées
- Snégourotchka est un conte théâtral en vers d'Alexandre Ostrovski (1873), en quatre actes et un prologue. La musique de scène originale était de Piotr Tchaïkovski.
- Nikolaï Rimski-Korsakov en tira en 1881 l'opéra Snégourotchka ou La Demoiselle des neiges, conte de printemps.
- Un dessin animé soviétique, La Fille des neiges (Snegourotchka / Снегурочка) de Ivan Ivanov-Vano, est réalisé en 1952.
- Le film Snegourotchka de Pavel Kadotchnikov est une adaptation du conte d'Alexandre Ostrovski.